# Залаково
Залаково (пол. Załakowo) — село в Польщі, у гміні Сераковиці Картузького повіту Поморського воєводства.
Населення — 518 осіб (2011).

## Демографія
Демографічна структура станом на 31 березня 2011 року:
|          | Загалом | Допрацездатний вік | Працездатний вік | Постпрацездатний вік |
| -------- | ------- | ------------------ | ---------------- | -------------------- |
| Чоловіки | 287     | 103                | 174              | 10                   |
| Жінки    | 231     | 64                 | 136              | 31                   |
| Разом    | 518     | 167                | 310              | 41                   |